# Тейглах
Тейглах (идиш טייגלעך, טייגלאך‎) — мучное кондитерское изделие в виде шариков теста, сваренных в сахарно-медовом сиропе. Блюдо еврейской кухни, восточная сладость.

## Приготовление
В состав теста входят мука, яйцо, сливочное масло, сахар и соль. Тесто раскатывается в пласт и разделяется на несколько частей, которые заворачивают в виде рулета. Полученные заготовки нарезают на более мелкие и формуют из них шарики.
Для сиропа используются мёд, сахар, растительное масло и корица. Заготовки опускают в сироп и варят несколько минут. Затем их выкладывают на противень, смазанный маслом или жиром, и посыпают корицей.
Оставшийся сироп используют для выпекания коврижек леках.